# Tao Okamoto
Tao Okamoto (Chiba, 22 maggio 1985) è una modella e attrice giapponese.

## Biografia
Tao nasce a Chiba, Giappone ed inizia a fare la modella in Giappone all'età di 14 anni. Nel 2006, decide di andare a Parigi per sviluppare la sua breve carriera a livello internazionale, diventando in poco tempo modella di numerose marche di abbigliamento di successo, tra cui Alexander Wang, Chanel, Dolce & Gabbana, Fendi, Louis Vuitton, Michael Kors, Miu Miu, Ralph Lauren e Yves Saint Laurent. Nel 2013 debutta nel mondo cinematografico interpretando Mariko Yashida nel film Wolverine - L'immortale, dove affianca l'attore Hugh Jackman, interprete del protagonista della pellicola. Nel 2016 ha recitato nel film del DC Extended Universe Batman v Superman: Dawn of Justice, dove ha interpretato la parte di Mercy Graves.

## Filmografia

### Cinema
- Wolverine - L'immortale (The Wolverine), regia di James Mangold (2013)
- Kurosurôdo, regia di Junichi Suzuki (2015)
- Batman v Superman: Dawn of Justice, regia di Zack Snyder (2016)
- Manhunt, regia di John Woo (2017)
- Perfect, regia di Eddie Alcazar (2018)
- Laplace no majo (Rapurasu no Majo), regia di Takashi Miike (2018)
- Lost Transmissions, regia di Katharine O'Brien (2019)

### Televisione
- Chi no wadachi – miniserie TV, 4 puntate (2014)
- Hannibal – serie TV, 4 episodi (2015)
- L'uomo nell'alto castello (The Man in the High Castle) – serie TV, 4 episodi (2015)
- Westworld - Dove tutto è concesso (Westworld) – serie TV, 5 episodi (2018-2020)

## Doppiatrici italiane
Nelle versioni in italiano delle opere in cui ha recitato, Tao Okamoto è stata doppiata da:
- Ilaria Latini in Wolverine - L'immortale
- Selvaggia Quattrini in Hannibal
- Laura Proscio in L'uomo nell'alto castello
- Jun Ichikawa in Batman v Superman: Dawn of Justice